# فرانكلين فريمان
فرانكلين فريمان (بالإنجليزية: Franklin Freeman)‏ هو محامي وقاضي أمريكي، ولد في 1945.